# Skateboard ai Giochi olimpici
Lo skateboard è stato inserito per la prima volta all'interno del programma olimpico ai Giochi della XXXII Olimpiade di Tokyo, originariamente previsti per il 2020 ma posticipati al 2021 a causa della pandemia di COVID-19. Il CIO ha approvato la presenza dello skateboard anche ai Giochi olimpici di Parigi 2024 e Los Angeles 2028.

## Storia
Con l'approvazione dell'Agenda 2020 nel settembre 2014, il Comitato Olimpico Internazionale (CIO) stabilì che a partire dai Giochi olimpici di Tokyo 2020 i comitati organizzatori locali avrebbero potuto proporre al CIO di includere degli sport "aggiuntivi" al programma principale, con l'obiettivo di aumentare l'interesse della popolazione locale.
Il 28 settembre 2015 il comitato organizzatore di Tokyo 2020 propose al CIO cinque sport "aggiuntivi" da includere nel programma: arrampicata sportiva, baseball/softball, karate, surf e skateboard. La presenza dei cinque sport ai Giochi olimpici del 2020 venne approvata ufficialmente dal CIO il 3 agosto 2016, durante la 129ª Sessione del CIO tenutasi a Rio de Janeiro, Brasile.
Il 21 febbraio 2019 lo skateboard venne proposto nuovamente come sport "aggiuntivo" da parte del comitato organizzatore di Parigi 2024, venendo approvato dal CIO il successivo 7 dicembre 2020. Il 9 dicembre 2021 il comitato esecutivo del CIO propose di rendere lo skateboard, insieme all'arrampicata sportiva e al surf, parte degli sport "principali" dei Giochi olimpici del 2028. Il 3 febbraio 2022 il CIO approvò ufficialmente la proposta.

## Medagliere
Aggiornato a Parigi 2024.
| Pos.   | Paese         | Oro | Argento | Bronzo | Totale |
| ------ | ------------- | --- | ------- | ------ | ------ |
| 1      | Giappone      | 5   | 3       | 1      | 9      |
| 2      | Australia     | 3   | 0       | 0      | 3      |
| 3      | Brasile       | 0   | 3       | 2      | 5      |
| 4      | Stati Uniti   | 0   | 2       | 3      | 5      |
| 5      | Gran Bretagna | 0   | 0       | 2      | 2      |
| Totale | Totale        | 8   | 8       | 8      | 24     |

## Albo d'oro

### Maschile

#### Park
| Edizione                                      | Oro                                           | Argento                                    | Bronzo                                     |
| --------------------------------------------- | --------------------------------------------- | ------------------------------------------ | ------------------------------------------ |
| Tokyo 2020                                    | Keegan Palmer                                 | Pedro Barros                               | Cory Juneau                                |
| Parigi 2024                                   | Keegan Palmer                                 | Tom Schaar                                 | Augusto Akio                               |
| Atleta meglio premiato: Keegan Palmer (2/0/0) | Atleta meglio premiato: Keegan Palmer (2/0/0) | Nazione meglio premiata: Australia (2/0/0) | Nazione meglio premiata: Australia (2/0/0) |

#### Street
| Edizione                                      | Oro                                           | Argento                                   | Bronzo                                    |
| --------------------------------------------- | --------------------------------------------- | ----------------------------------------- | ----------------------------------------- |
| Tokyo 2020                                    | Yuto Horigome                                 | Kelvin Hoefler                            | Jagger Eaton                              |
| Parigi 2024                                   | Yuto Horigome                                 | Jagger Eaton                              | Nyjah Huston                              |
| Atleta meglio premiato: Yuto Horigome (2/0/0) | Atleta meglio premiato: Yuto Horigome (2/0/0) | Nazione meglio premiata: Giappone (2/0/0) | Nazione meglio premiata: Giappone (2/0/0) |

### Femminile

#### Park
| Edizione                                      | Oro                                           | Argento                                   | Bronzo                                    |
| --------------------------------------------- | --------------------------------------------- | ----------------------------------------- | ----------------------------------------- |
| Tokyo 2020                                    | Sakura Yosozumi                               | Kokona Hiraki                             | Sky Brown                                 |
| Parigi 2024                                   | Arisa Trew                                    | Kokona Hiraki                             | Sky Brown                                 |
| Atleta meglio premiata: Kokona Hiraki (0/2/0) | Atleta meglio premiata: Kokona Hiraki (0/2/0) | Nazione meglio premiata: Giappone (1/2/0) | Nazione meglio premiata: Giappone (1/2/0) |

#### Street
| Edizione                                    | Oro                                         | Argento                                   | Bronzo                                    |
| ------------------------------------------- | ------------------------------------------- | ----------------------------------------- | ----------------------------------------- |
| Tokyo 2020                                  | Momiji Nishiya                              | Rayssa Leal                               | Fūna Nakayama                             |
| Parigi 2024                                 | Coco Yoshizawa                              | Liz Akama                                 | Rayssa Leal                               |
| Atleta meglio premiata: Rayssa Leal (0/1/1) | Atleta meglio premiata: Rayssa Leal (0/1/1) | Nazione meglio premiata: Giappone (2/1/1) | Nazione meglio premiata: Giappone (2/1/1) |